# Дуб Т. Г. Шевченка (Прохорівка)
Дуб Т. Г. Шевченка — ботанічна пам'ятка природи місцевого значення. Об'єкт розташований на території Черкаського району Черкаської області, урочище «Михайлова Гора» село Прохорівка.
Площа — 0,2 га, статус отриманий у 1972 році.

## Галерея

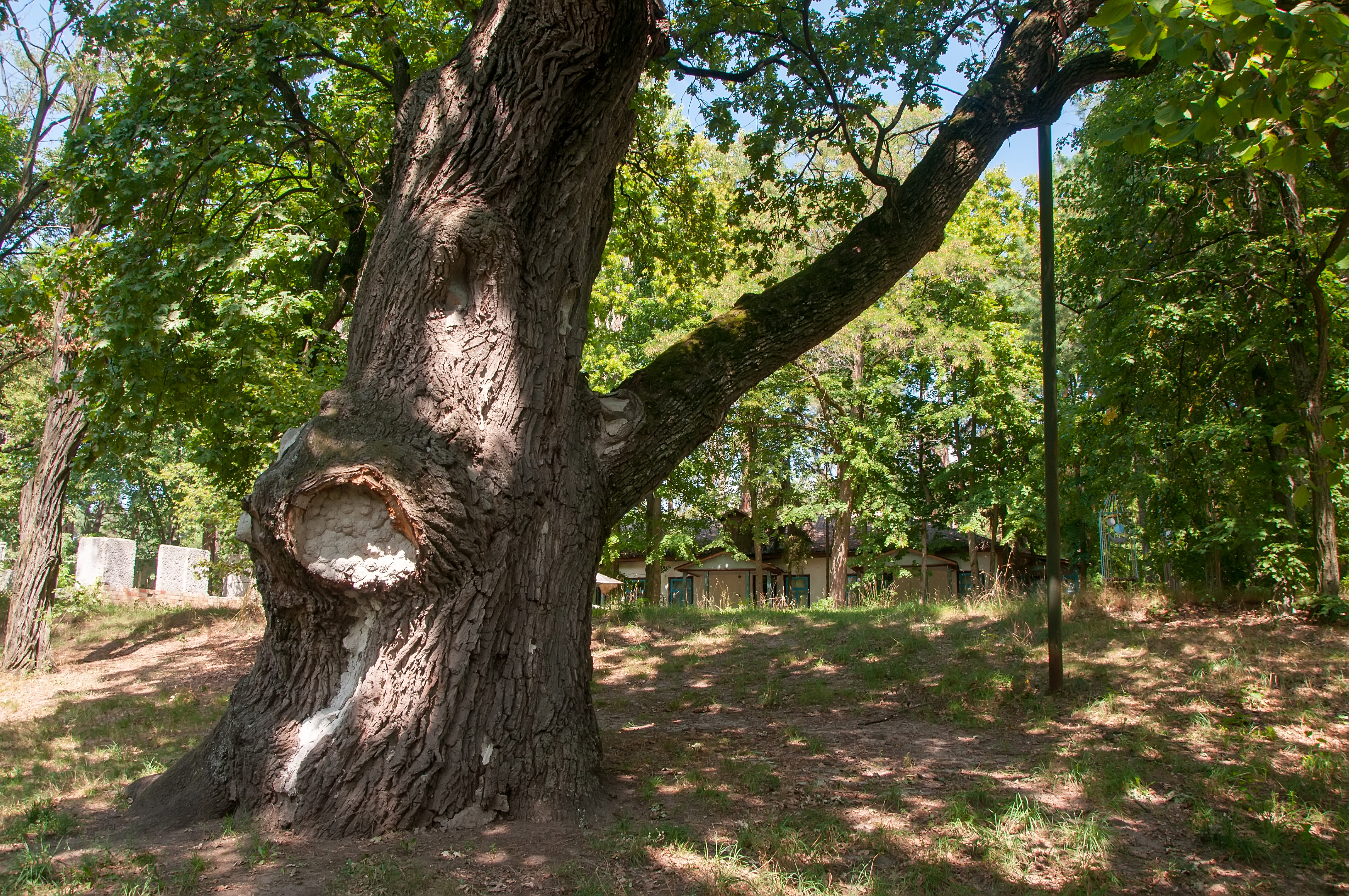
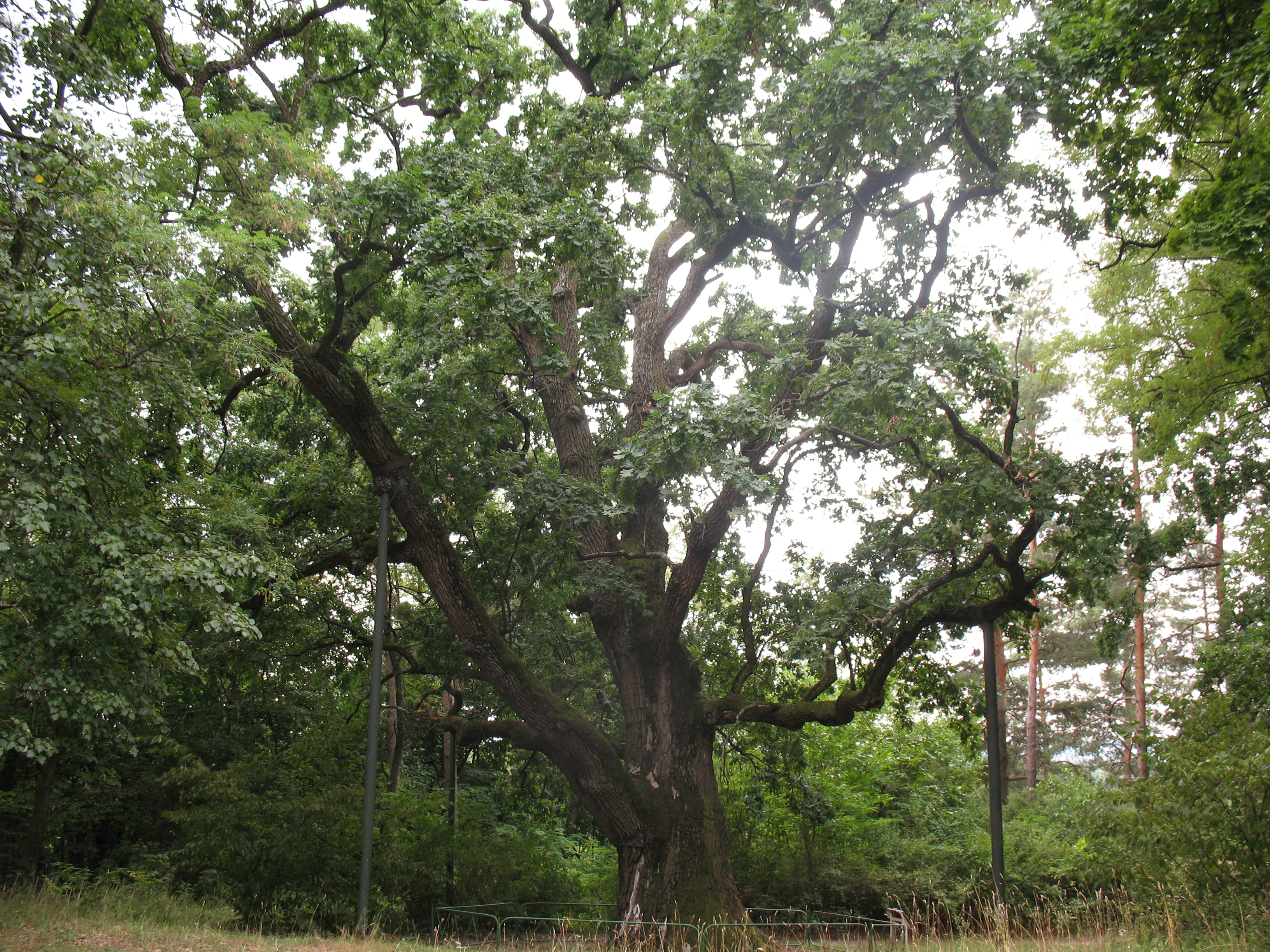